# Le Haut-Corlay
Le Haut-Corlay är en kommun i departementet Côtes-d'Armor i regionen Bretagne i nordvästra Frankrike. Kommunen ligger i kantonen Corlay som tillhör arrondissementet Saint-Brieuc. År 2022 hade Le Haut-Corlay 650 invånare.

## Befolkningsutveckling
Antalet invånare i kommunen Le Haut-Corlay
Referens:INSEE